# 닛산 X-트레일
닛산 X-트레일(Nissan X-Trail)은 닛산의 중형 스포츠 유틸리티 자동차이다.

## 1세대(T30)

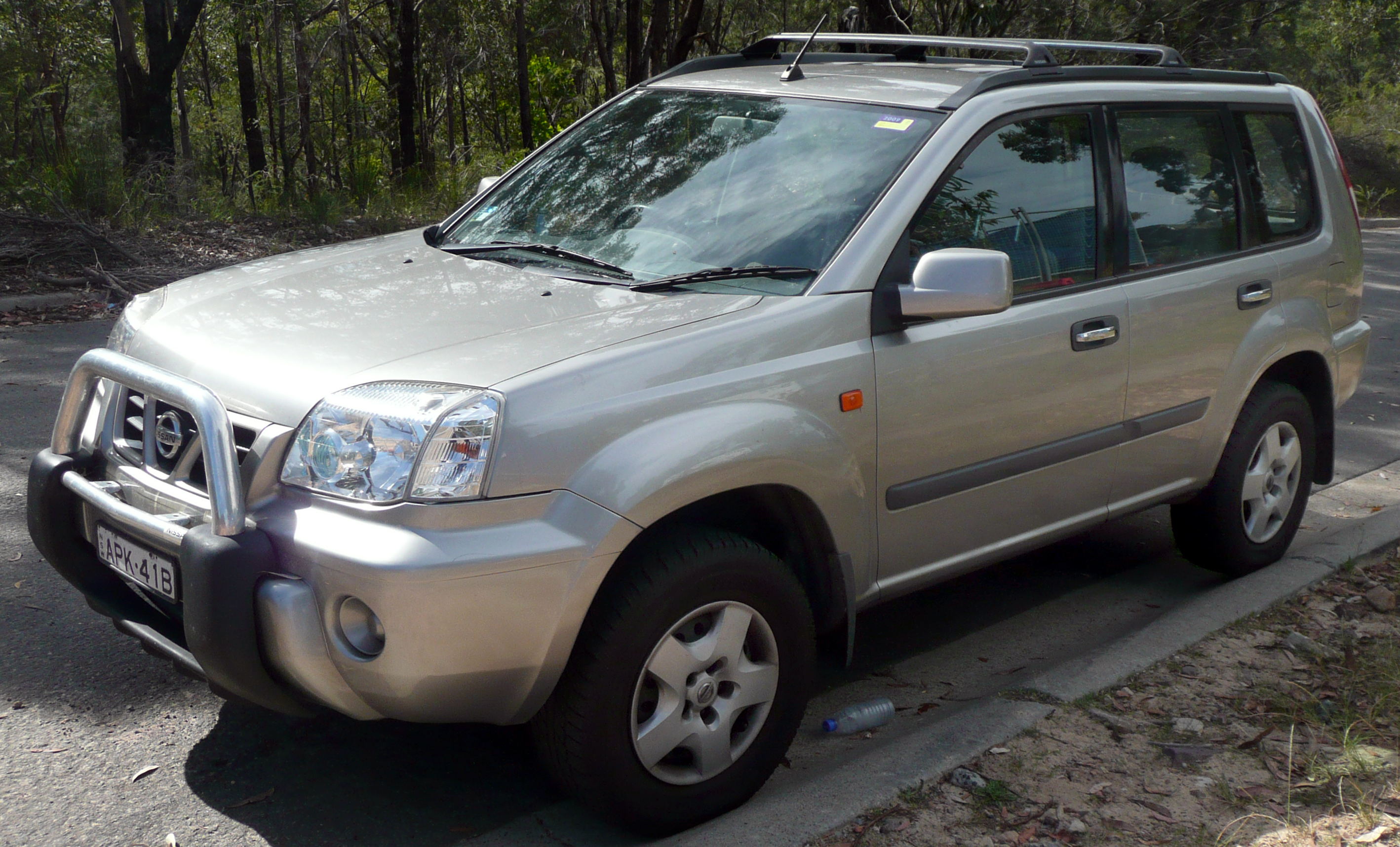
닛산 X-트레일(전기형) 정측면

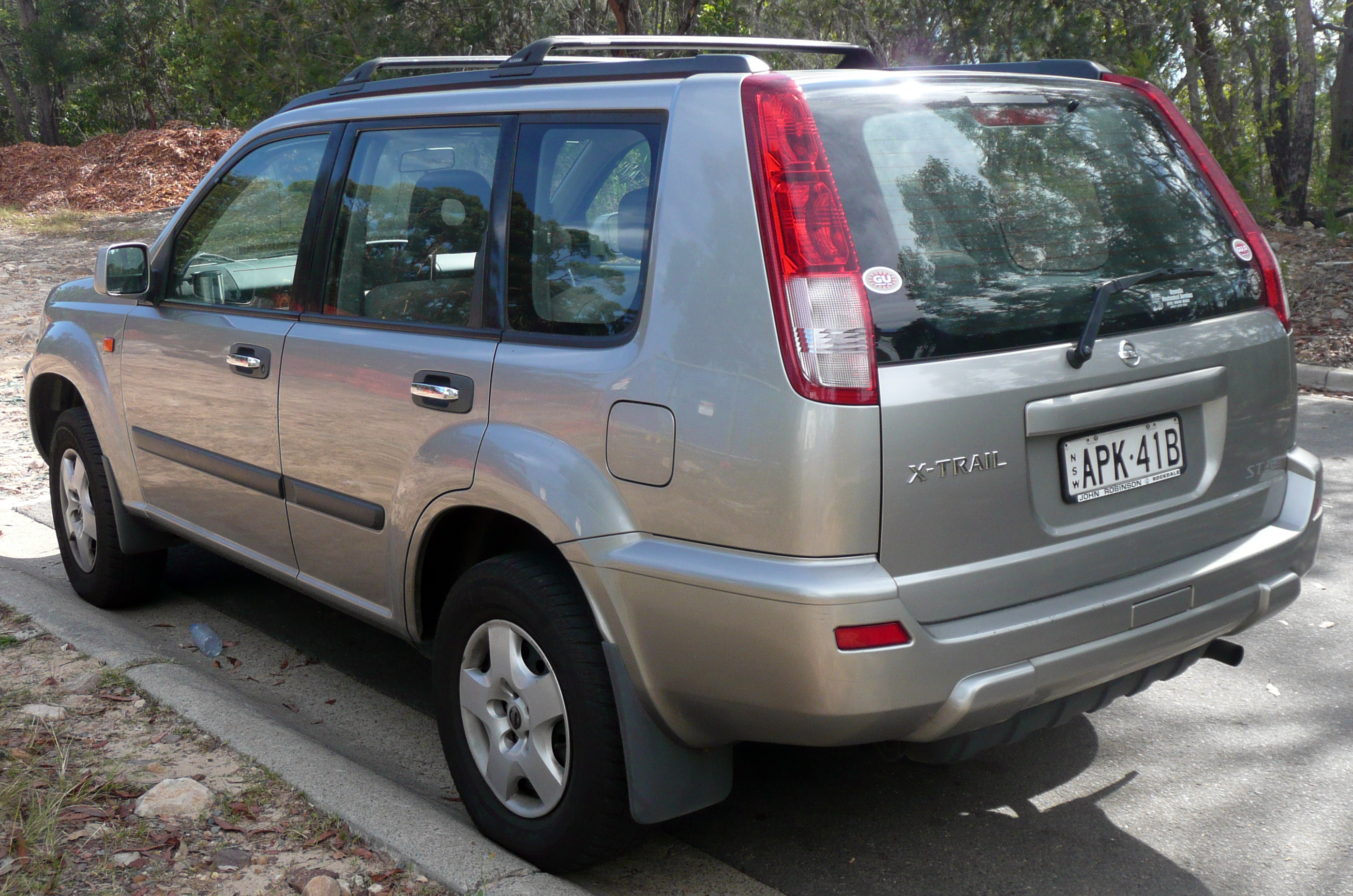
닛산 X-트레일(전기형) 정측면

2000년 11월 13일에 시판되었다. 4명이 편안하게 탈 수 있는 200만 엔의 4륜구동이라는 컨셉트로 출시되었다. 세계 167개국에서 80만 대 이상이 판매되었으며, 토요타 RAV4와 혼다 CR-V에 대항하는 세계 전략 차종이다. 경쟁 차종들이 온로드 지향의 고급화로 거듭나는 동안에도 투박하면서 직선에 가까운 각진 디자인 험로 주파성 등에 중점을 두어 오프로드 지향의 캐릭터를 유지하고 있다. 일본에서는 I4 2.0ℓ QR20DE 가솔린 엔진과 I4 2.0ℓ SR20VET 가솔린 터보 엔진이 적용되었으나, 오스트레일리아와 중동 등에서는 I4 2.5ℓ QR25DE 가솔린 엔진도 적용되었다.

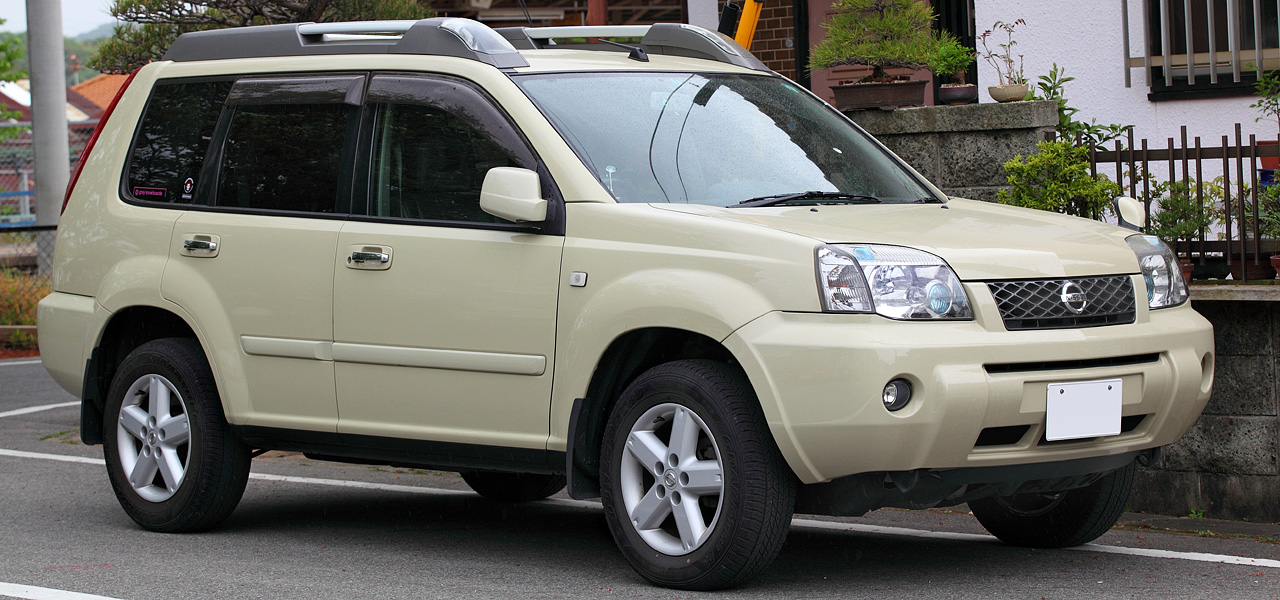
닛산 X-트레일(후기형) 정측면
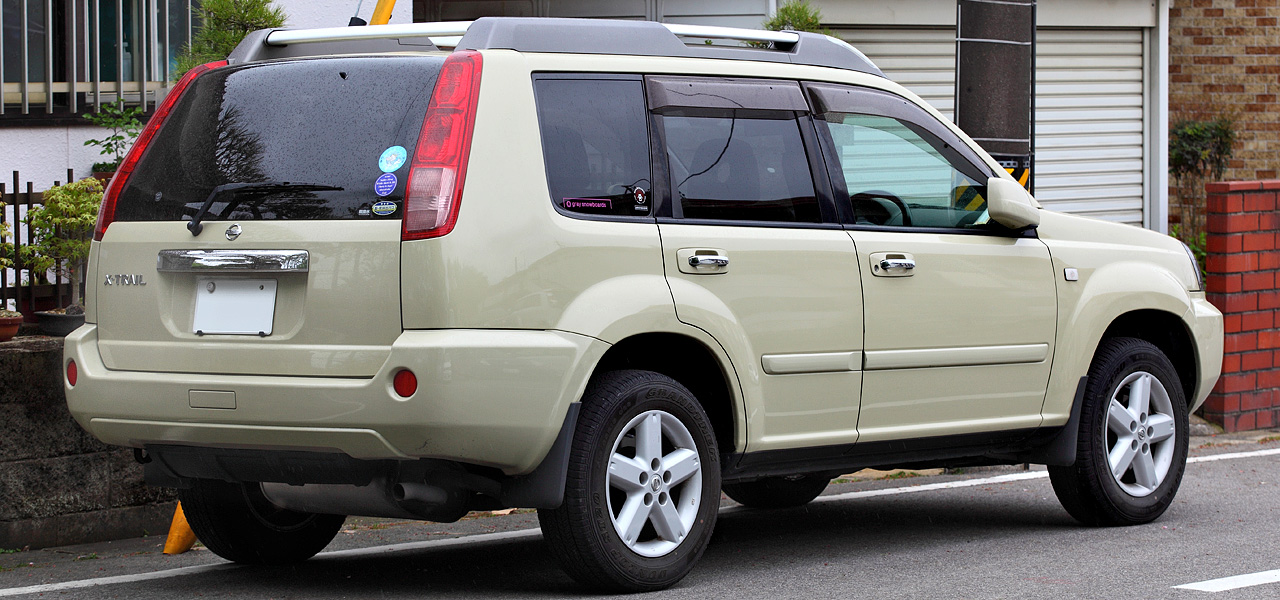
닛산 X-트레일(후기형) 후측면

## 2세대(T31)

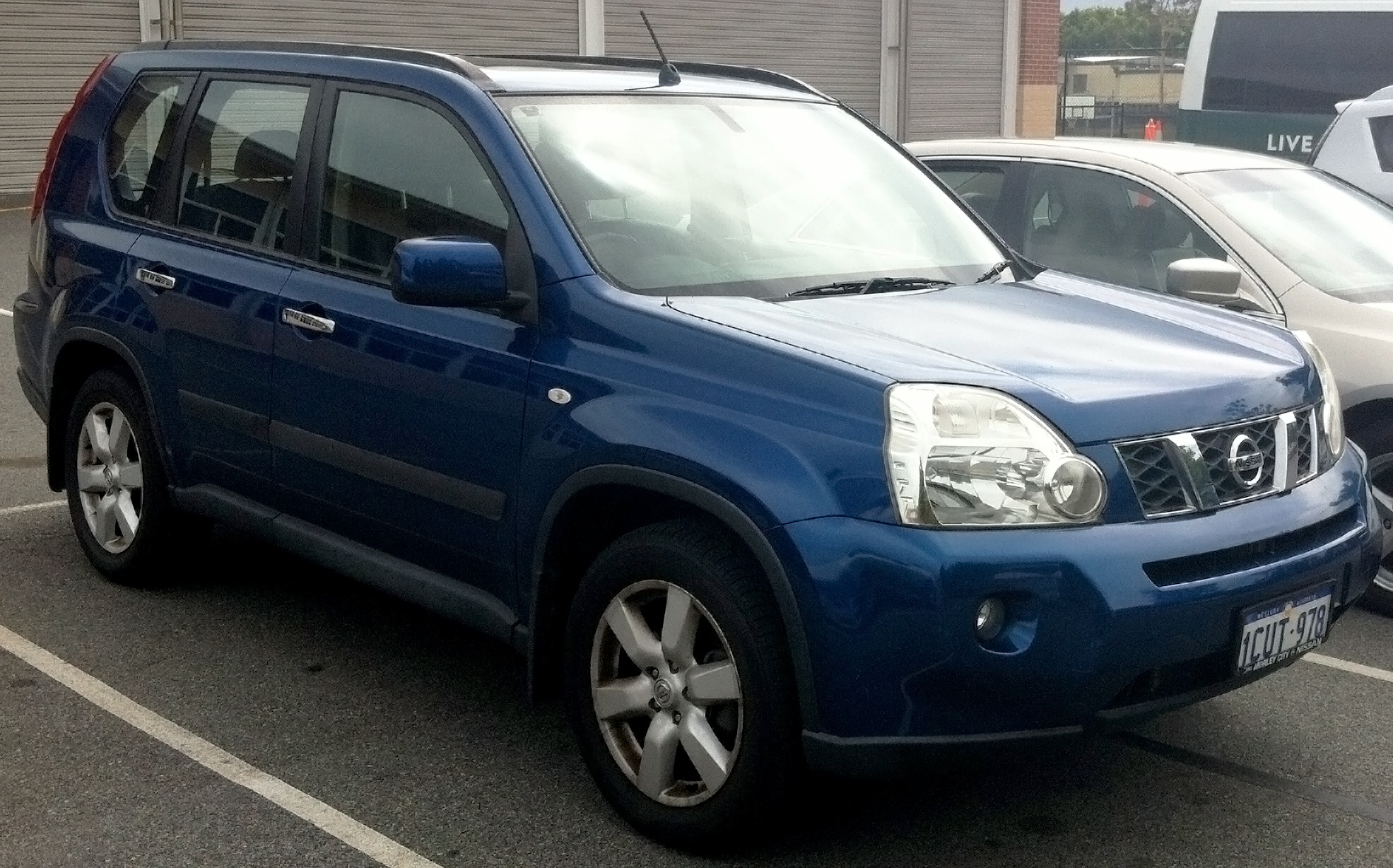
닛산 X-트레일(전기형) 정측면

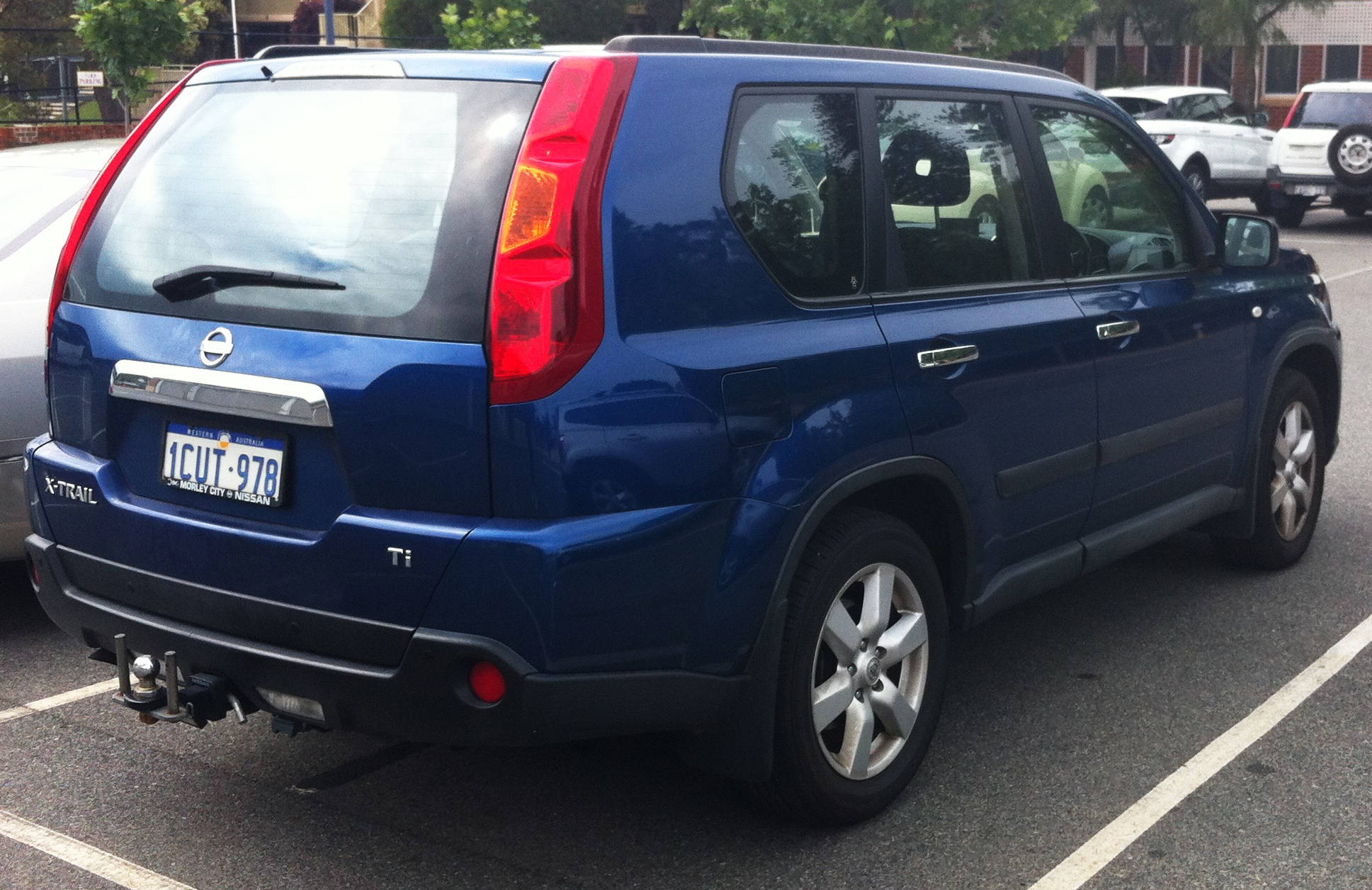
닛산 X-트레일(전기형) 정측면

2007년 8월 22일에 시판되었다. 1세대의 높은 인기로 인하여 기본적인 디자인은 유지한 키프 컨셉트가 반영되었다. I4 2.0ℓ MR20DE 가솔린 엔진과 I4 2.5ℓ QR25DE 가솔린 엔진이 적용되었다. 1세대의 중앙에 위치한 계기판은 2세대부터 운전대 뒤에 위치한 일반적인 형태로 바뀌었다. 1세대에 적용된 수지제 펜더는 생산성 향상을 위하여 폐지되었다. 2008년 9월부터는 일본에서 I4 2.0ℓ M9R 디젤 엔진이 추가되었는데, 유로 4 기준을 충족시키는 것은 물론 2009년 10월에 일본에 도입되는 배기 가스 규제인 포스트 신장기 규제에도 앞당겨 대응하였다.

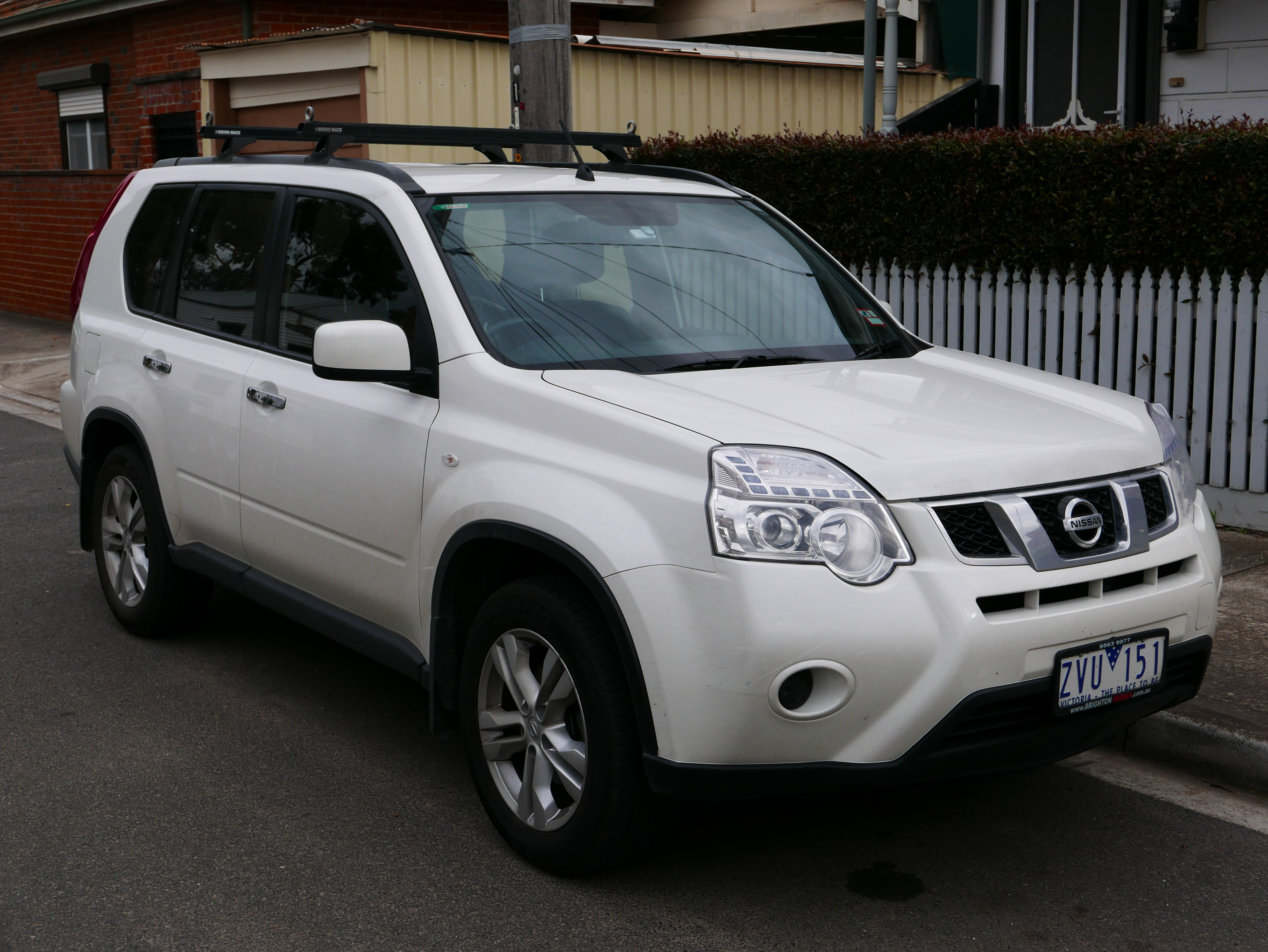
닛산 X-트레일(후기형) 정측면
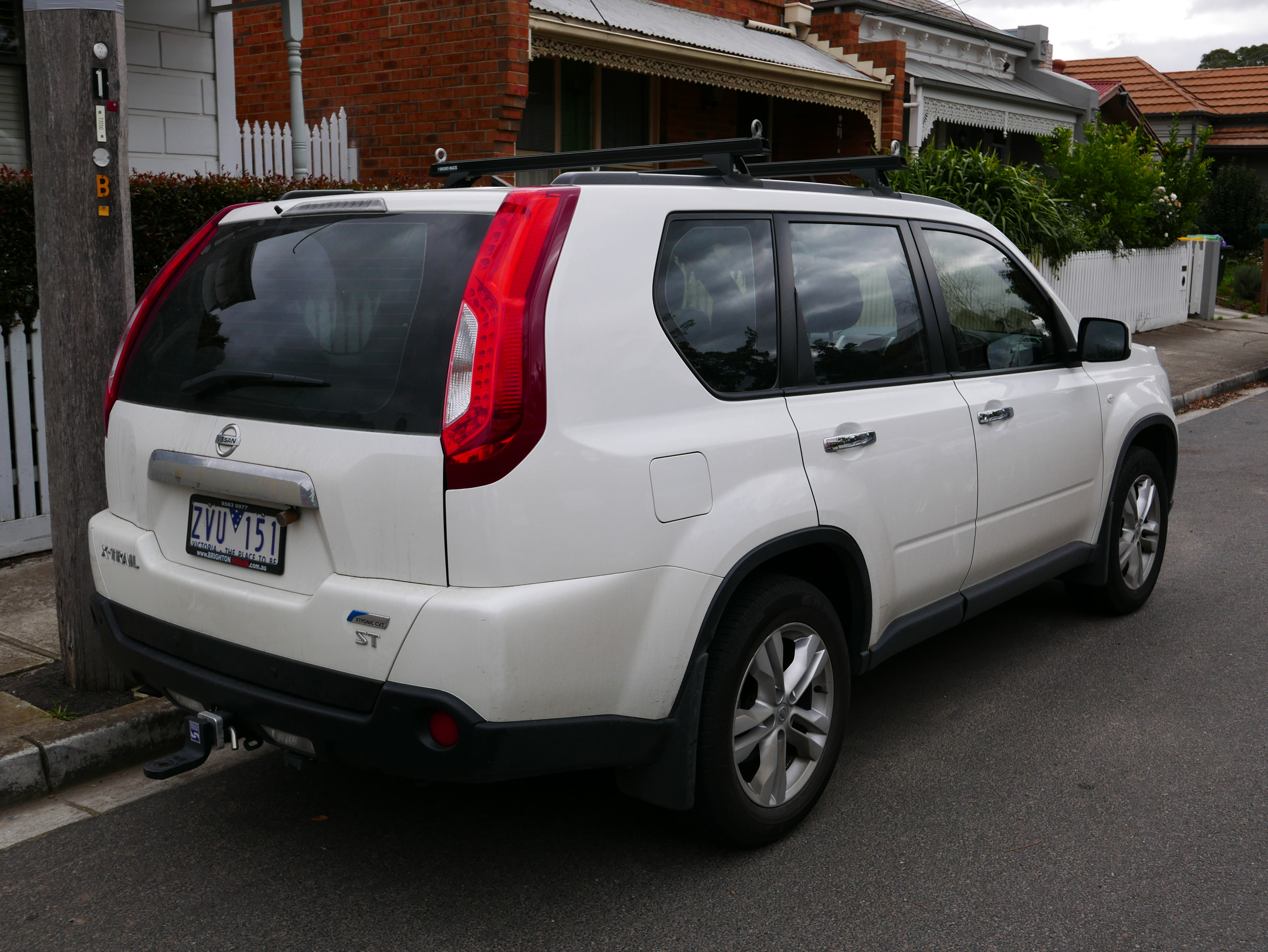
닛산 X-트레일(후기형) 후측면

## 3세대(T32)

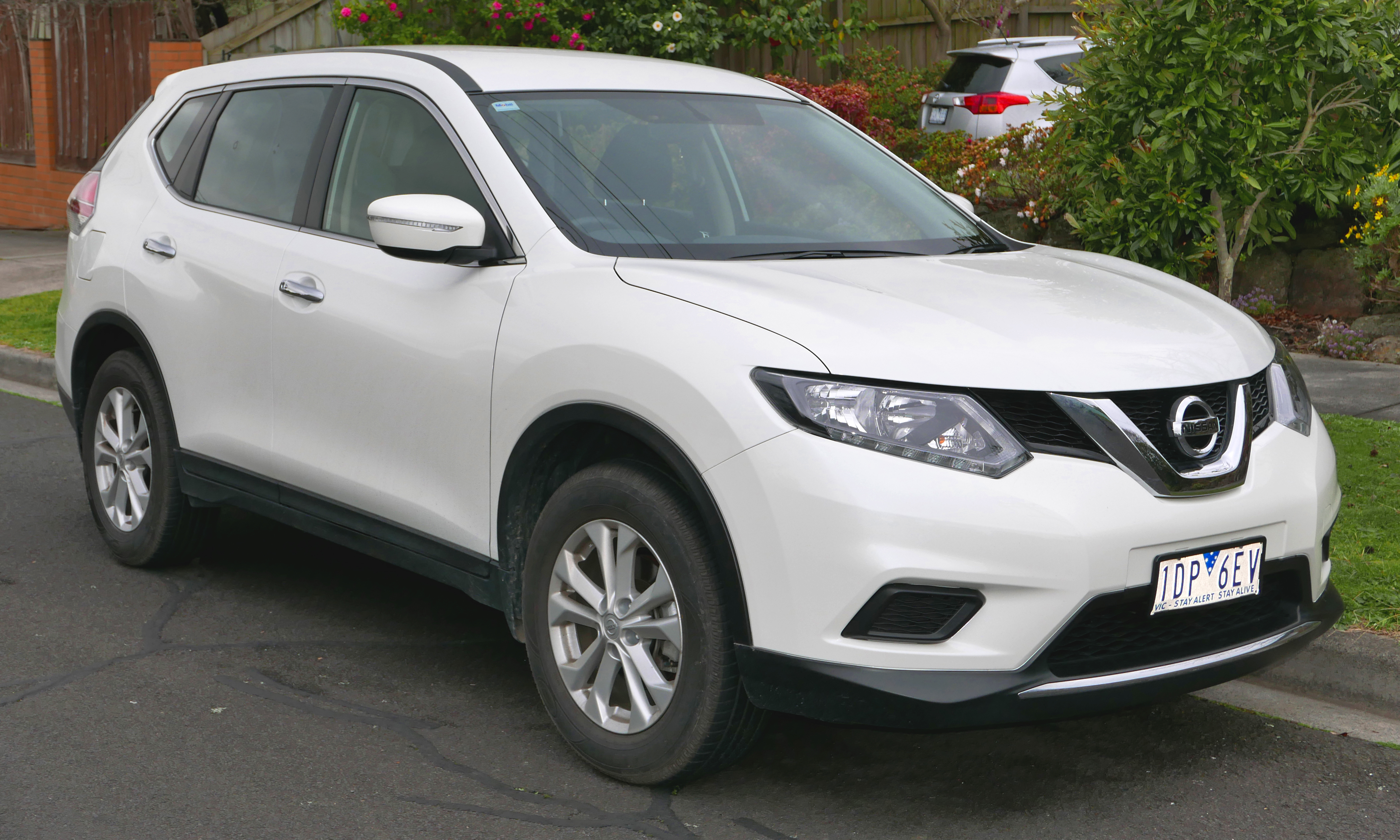
닛산 X-트레일(전기형) 정측면

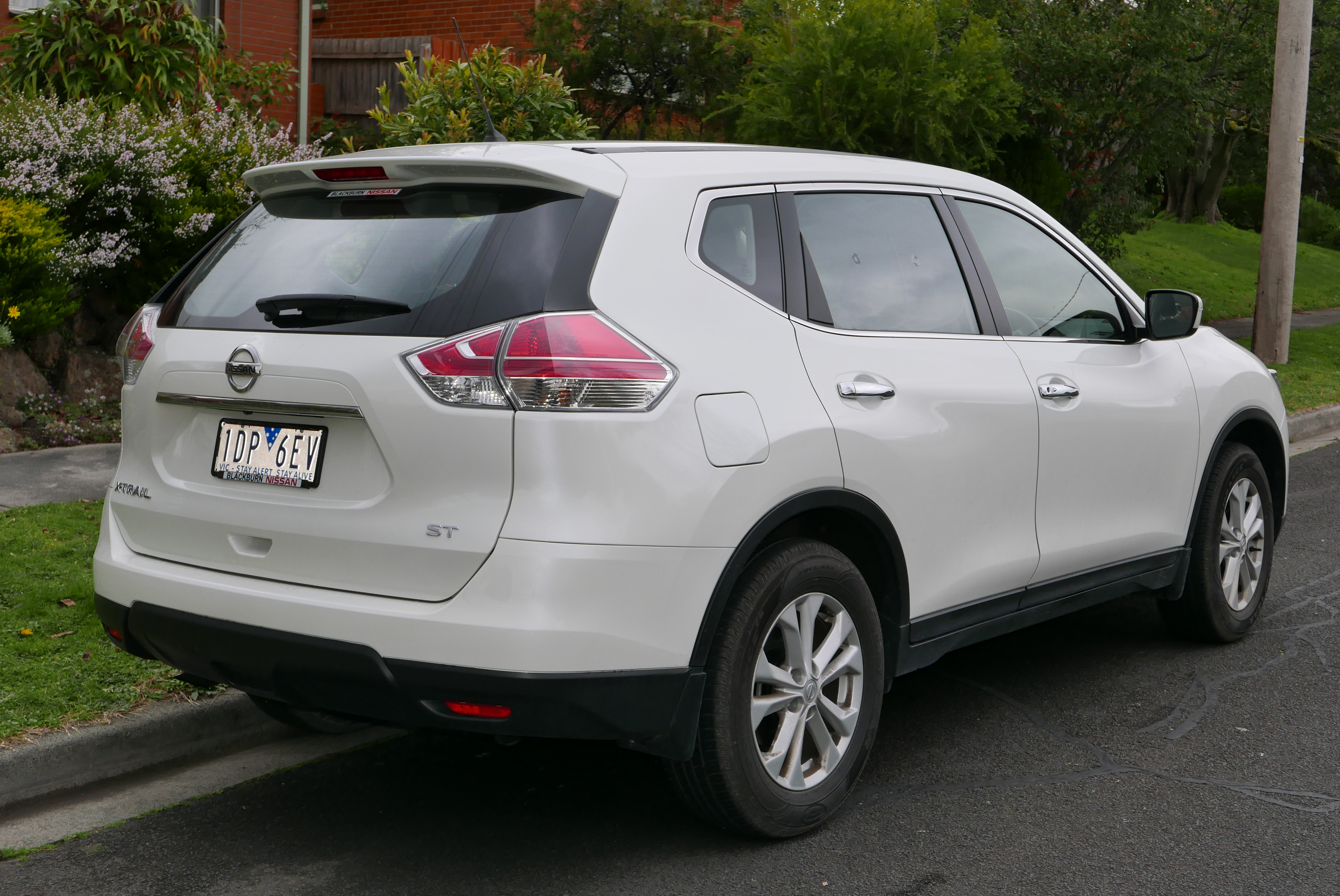
닛산 X-트레일(전기형) 후측면

2013년 12월 16일에 시판되었다. 르노와 공동으로 개발한 CMF 플랫폼이 적용된 첫 번째 차종이다. 터프한 크로스 오버 SUV의 이미지는 그대로 유지하되 온로드 지향으로 바뀐 컨셉트로 인하여 2세대까지 이어지던 디자인의 공통점은 없어졌다. 닛산 자동차의 새 패밀리 룩이 반영되어 V 모션 라디에이터 그릴과 부메랑 형태의 헤드 램프로 완성되었다. 역대 X-트레일 모델 중 처음으로 3열 시트를 갖춘 7인승도 선보였다. 북아메리카에서 판매되는 로그와 통합되었다. 2017년에 페이스리프트를 거쳤으며, 2019년 1월에 2.5리터 가솔린 엔진과 CVT를 탑재한 사양이 대한민국에 출시되었다. 그러나 인증 문제로 2020년에 수입이 중단되었으며, 동년에 닛산이 대한민국에서 철수를 발표하면서 그대로 철수하였다. 중국에서는 4세대가 출시된 이후에도 일부 옵션만 남기고 서브네임인 아너를 붙인 다음 병행 생산하고 있다.

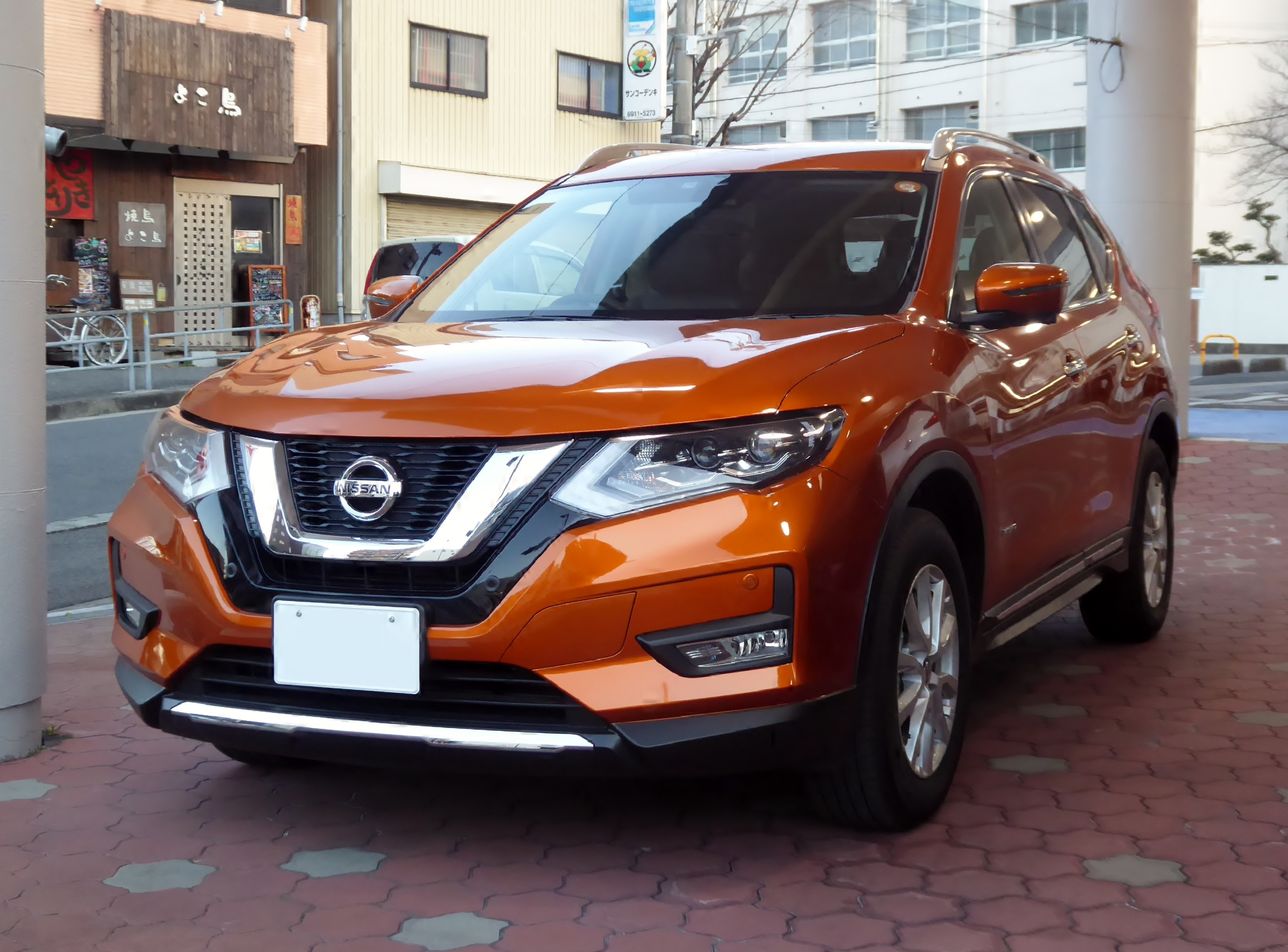
닛산 X-트레일(후기형) 정측면
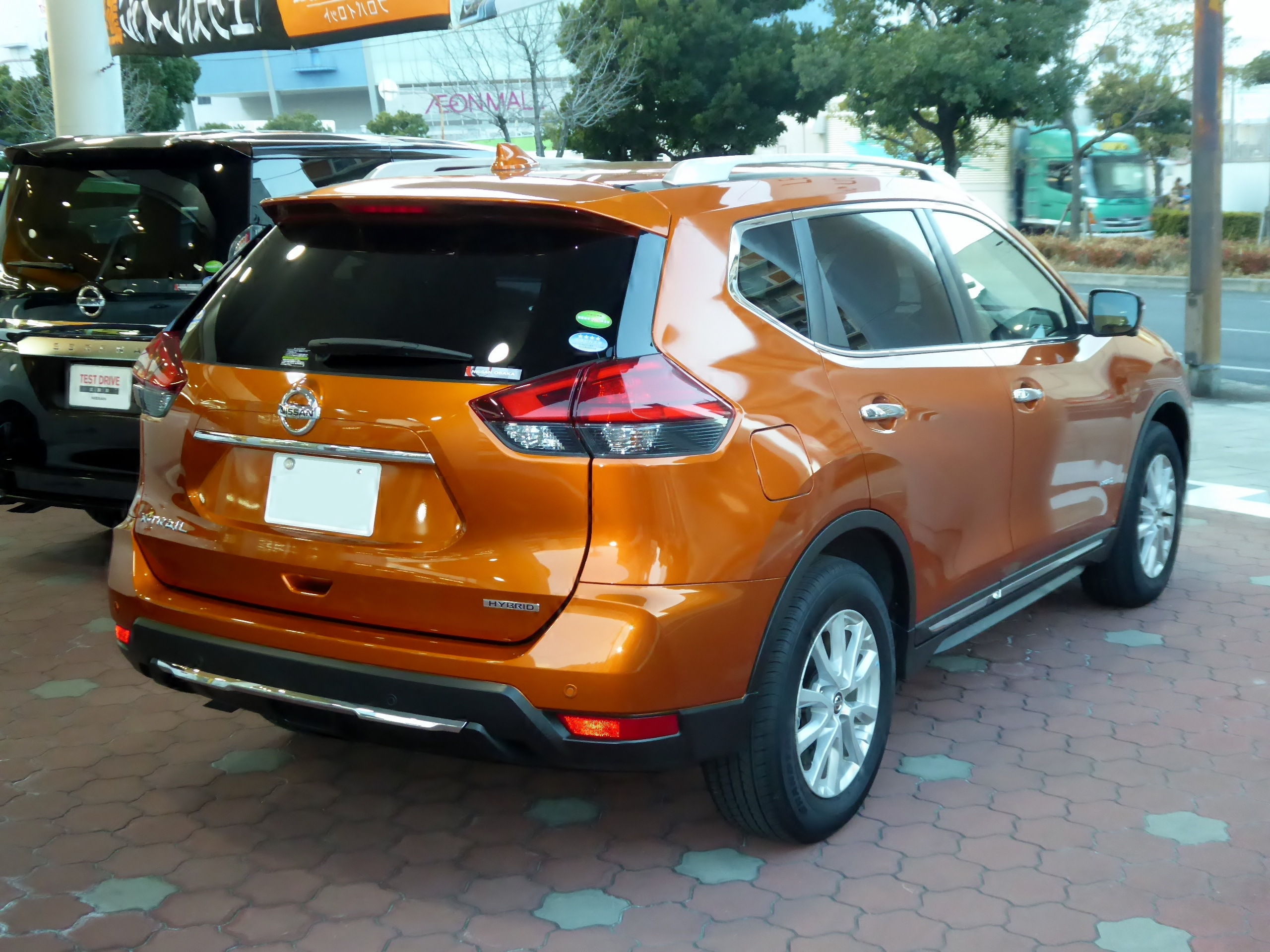
닛산 X-트레일(후기형) 후측면

## 4세대(T33)

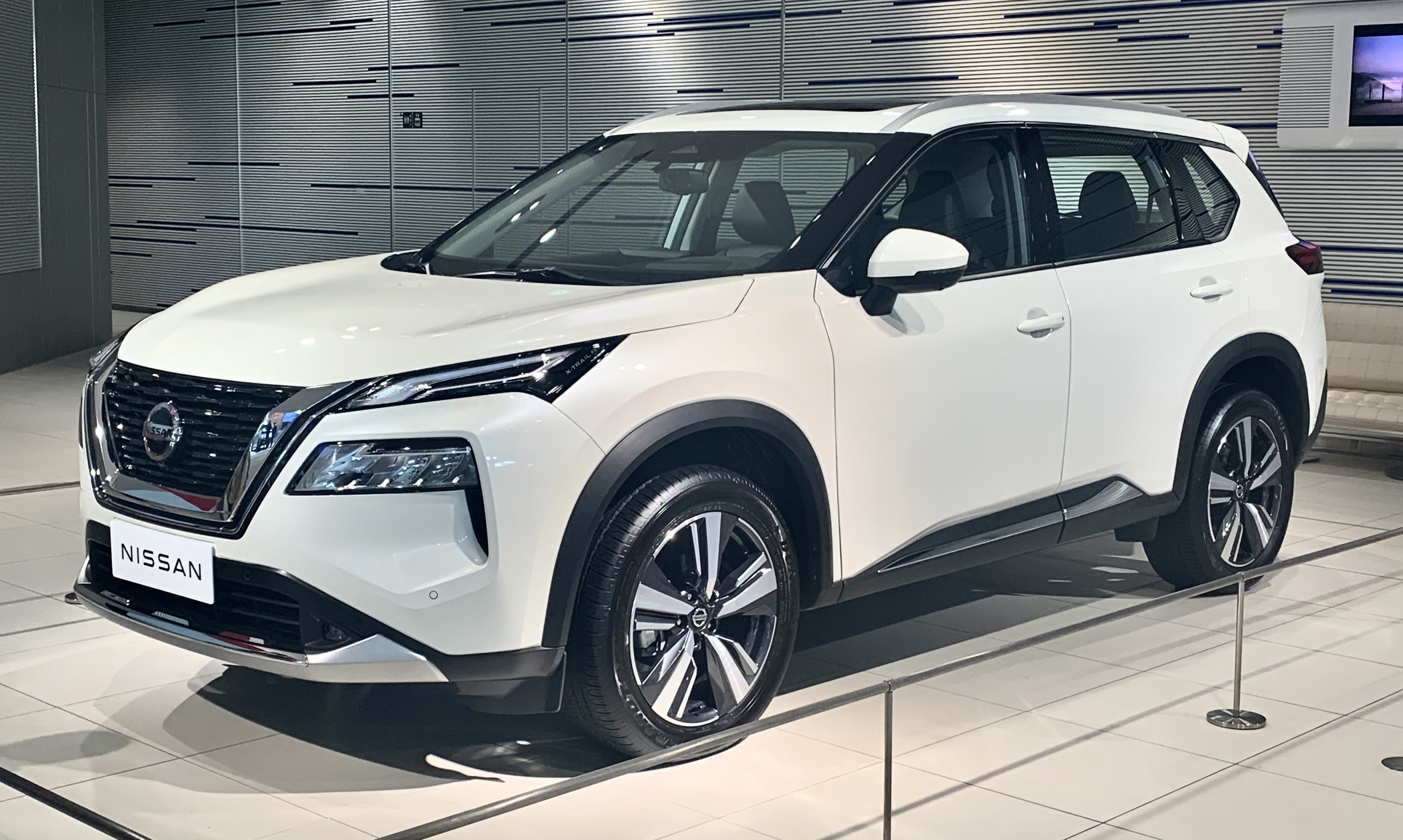
닛산 X-트레일 정측면

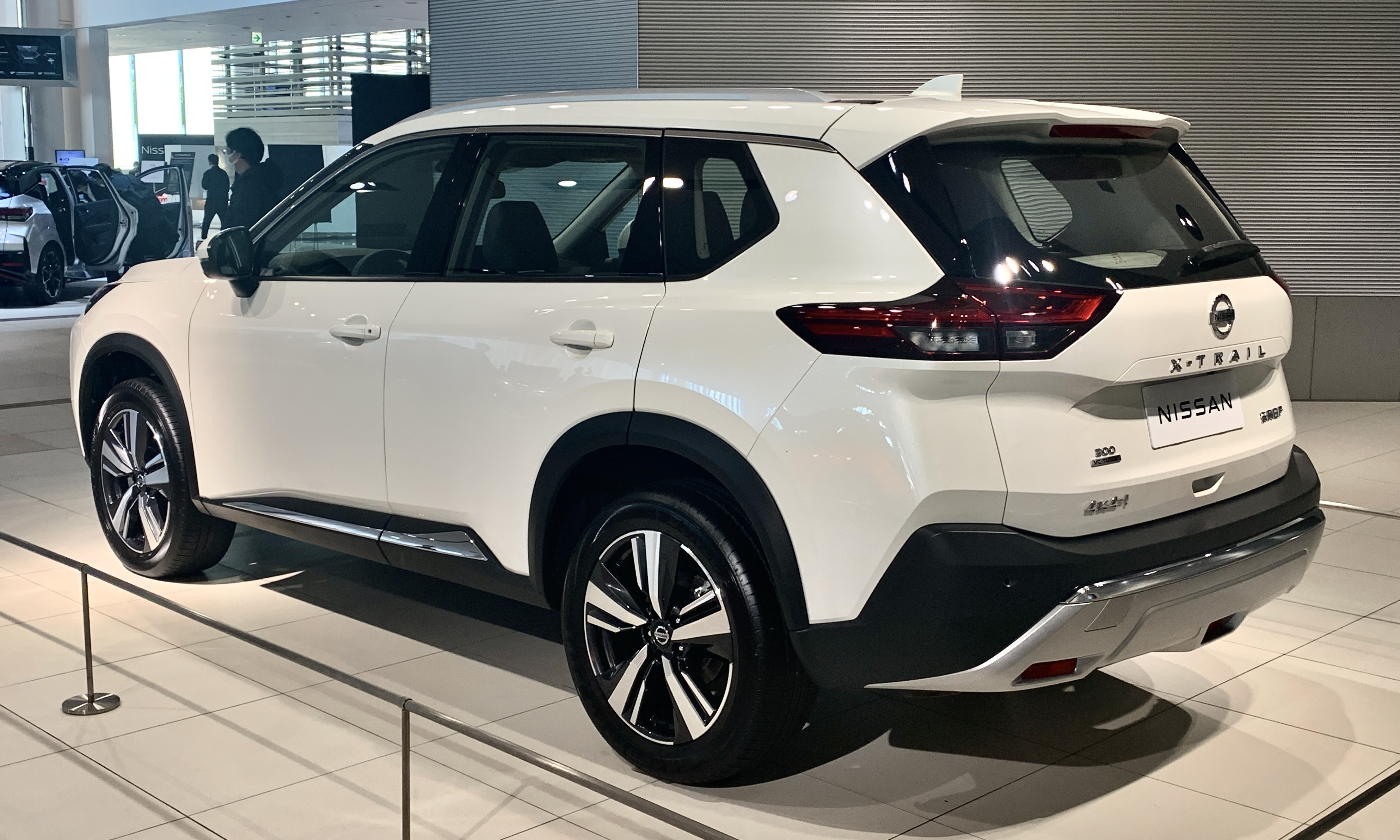
닛산 X-트레일 후측면

중국에서 2021년에 최초로 출시되었다. 일본에서는 2022년 7월 20일에 공개되었으며, 오직 e-파워 모델만 판매 중이고 CM 모델은 기무라 타쿠야가 기용되었다. 2023년에는 C28형 세레나와 함께 굿 디자인 상을 수상하였다.

## 경쟁 차종
- 현대자동차 - 싼타페
- 기아자동차 - 쏘렌토
- 쉐보레 - 캡티바, 이쿼녹스
- 르노삼성 - QM6
- 지프 - 체로키
- 오펠 - 프론테라
- 르노 - 콜레오스
- 폭스바겐 - 티구안 올스페이스
- 스코다 - 코디악
- 포드 - 엣지
- 닛산 - 로그, X-트레일
- 미쓰비시 - 아웃랜더
- 토요타 - 벤자
- 푸조 - 5008
- 체리 - 티고 8
- 럭스젠 - U7
- 북기은상 - 켄보 600